# BEST & COVERS
『BEST & COVERS』（ベスト・アンド・カバーズ）は、島谷ひとみの2作目のベスト・アルバム。2009年7月29日発売。avex traxよりリリース。

## 解説
ベスト・アルバムとしては、前作の『Delicious!〜The Best of Hitomi Shimatani〜』以来5年半ぶり・2作目。島谷ひとみデビュー10周年記念、オリジナルベストとカバーベストが合体した“ハイブリッド・ベストアルバム”としてリリースされた。
「2CD」と「2CD＋DVD」の2形態での発売。
CD1枚目は“オリジナルベスト”として、14枚目のシングル「Viola」から29枚目のシングル「SMILES」までの全シングルの中から16曲を収録（ダブル/トリプルA面シングルからは各1曲が採録され、「Z!Z!Z! -Zip!Zap!Zipangu!-」「祈り」「Camellia -カメリア-」「恋水 -tears of love-」「愛の詩」「WAKE YOU UP」「Marvelous」は未収録）。
CD2枚目は“カバーベスト”として、既発カバー曲から選ばれた8曲に加え、新録カバー曲「白い蝶のサンバ」「長い間」が収録されている。
DVDは“ベストクリップ”として、CD1枚目全曲のミュージック・クリップに加え、新録「長い間」のミュージック・クリップを収録。

## 収録曲

### Disc 1（ORIGINAL BEST [CD]）
1. Viola
  - 作詞：BOUNCEBACK / 作曲：柳沢英樹 /編曲：家原正樹、丸山和範
2. Jewel of Kiss
  - 作詞：BOUNCEBACK / 作曲：吉山隆之 / 編曲：田辺恵二
3. ANGELUS -アンジェラス-
  - 作詞：BOUNCEBACK / 作曲：BULGE / 編曲：前嶋康明
4. Garnet Moon
  - 作詞：六ツ見純代 / 作曲：迫茂樹 / 編曲：前嶋康明
5. 〜Mermaid〜
  - 作詞：六ツ見純代 / 作曲･編曲：中野雄太
6. Falco -ファルコ-
  - 作詞：BOUNCEBACK / 作曲：渡辺和紀 / 編曲：前嶋康明
7. 真昼の月
  - 作詞：shungo. / 作曲：AKIKO NODA / 編曲：中野雄太
8. 春待人
  - 作詞･作曲：BOUNCEBACK / 編曲：中村康就
9. Destiny-太陽の花-
  - 作詞：六ツ見純代 / 作曲･編曲：柳沢英樹
  - オーケストラアレンジ：曽我大介 / オーケストラ演奏：東京ニューシティ管弦楽団
10. PASIO〜パッシオ
  - 作詞：康珍化 / 作曲・編曲：酒井ミキオ
11. Dragonfly
  - 作詞：BULGE / 作曲・編曲：yamazo
12. Neva Eva
  - 作詞：松本理恵 / 作曲・編曲：迫茂樹 / ブラスアレンジ：茶谷将彦
13. 深紅
  - 作詞：長瀬弘樹 / 作曲：柳沢英樹 / 編曲：中野雄太
14. 泣きたいなら
  - 作詞：松井五郎 / 作曲：根本要 / 編曲：中野雄太
15. 雨の日には 雨の中を 風の日には 風の中を
  - 作詞：相田みつを / 作曲：AKIHITO / 監修：相田みつを美術館
16. SMILES
  - 作詞：森月キャス / 作曲・編曲：大西克巳

### Disc 2（COVER BEST [CD]）
1. 亜麻色の髪の乙女
  - 作詞：橋本淳 / 作曲：すぎやまこういち / 編曲：大槻"KALTA"英宣
2. パピヨン 〜papillon〜
  - 作詞･作曲：Janet Jackson, James Haris III, Terry Lewis
  - 日本語詞：康珍化 / 編曲：大槻"KALTA"英宣･上野圭市
3. 白い蝶のサンバ
  - 作詞：阿久悠 / 作曲：井上かつお / 編曲：CHOKKAKU
  - 新録によるカバー曲。
4. 花鳥諷詠 -Song for Everybody-
  - 作詞・作曲：Hicks Anthony John, Holden Mark, Ingram James Roy
  - 日本語詞：阿閉真琴 / 編曲：宗像仁志
  - 1枚目ベスト・アルバム『Delicious!〜The Best of Hitomi Shimatani〜』初回盤のみに収録されていた曲。
5. 元気を出して
  - 作詞・作曲：竹内まりや / 編曲：大野宏明
6. 初恋
  - 作詞・作曲：村下孝蔵 / 編曲：前嶋康明
7. 魅せられて
  - 作詞：阿木燿子 / 作曲：筒美京平 / 編曲：中野雄太
8. 世界中の誰よりきっと
  - 作詞：上杉昇・中山美穂 / 作曲：織田哲郎 / 編曲：中野雄太
9. あなたといた時
  - 作詞・作曲：Jamie Houston / 日本語詞：高橋知伽江 / 編曲：Kenji Suzuki
  - 『ハイスクール・ミュージカル サウンドトラック スペシャル・エディション』収録曲。
10. 長い間
  - 作詞・作曲：玉城千春/ 編曲：中野雄太
  - 新録によるカバー曲。

### Disc 3（BEST CLIP [DVD]）
1. Viola
2. Jewel of Kiss
3. ANGELUS -アンジェラス-
4. Garnet Moon
5. 〜Mermaid〜
6. Falco -ファルコ-
7. 真昼の月
8. 春待人
9. Destiny -太陽の花-
10. PASIO〜パッシオ
11. Dragonfly
12. Neva Eva
13. 深紅
14. 泣きたいなら
15. 雨の日には 雨の中を 風の日には 風の中を
16. SMILES
17. 長い間